# Nordstromia paralilacina
Nordstromia paralilacina is een vlinder uit de familie van de eenstaartjes (Drepanidae). De wetenschappelijke naam van de soort is voor het eerst geldig gepubliceerd in 2004 door Wang & Yazaki.
De soort is alleen waargenomen in China (Guangdong).